# Islam Adel Aït Ali Yahia
Islam Adel Aït Ali Yahia (sinh ngày 13 tháng 4 năm 1987 ở Kouba (Alger), Algérie) là một cầu thủ bóng đá người Algérie hiện tại thi đấu ở vị trí tiền vệ cho USM Alger ở Algerian Championnat National.
Ngày 5 tháng 4 năm 2008 anh được triệu tập vào đội tuyển quốc gia Algérie A' để thi đấu trước USM Blida ngày 11 tháng 4.